# انتخابات سراسری پاکستان (۲۰۲۴)
انتخابات سراسری پاکستان (۲۰۲۴) (انگلیسی: 2024 Pakistani general election) در ۸ فوریه ۲۰۲۴ برای انتخاب اعضای شانزدهمین مجلس ملی برگزار شد. کمیسیون انتخابات پاکستان برنامه تفصیلی را در ۱۵ دسامبر ۲۰۲۳ اعلام کرد.
این انتخابات پس از دو سال ناآرامی سیاسی پس از برکناری عمران خان، نخست‌وزیر تحریک انصاف پاکستان (PTI) با رای عدم اعتماد از سمت خود برگزار شد. پس از آن، خان به اتهام فساد مالی دستگیر و محکوم شد و به مدت پنج سال از حضور در سیاست محروم گردید. در آستانه انتخابات، حکم دادگاه عالی حزب تحریک انصاف را به دلیل عدم امکان برگزاری انتخابات درون حزبی برای سال‌ها از نماد انتخاباتی خود محروم کرد.
در یک کنفرانس مطبوعاتی در ۱۳ فوریه ۲۰۲۴، رهبران مسلم لیگ پاکستان (ن) و حزب مردم پاکستان اعلام کردند که دولت ائتلافی را با نخست‌وزیری شهباز شریف تشکیل خواهند داد. جنبش متحد قومی – پاکستان، حزب رهبران مسلم لیگ پاکستان (ن)، حزب استحکام پاکستان و حزب عوامی بلوچستان نیز تمایل خود را برای پیوستن به ائتلاف دولتی اعلام کردند. در ۳ مارس، شهباز شریف نامزد مسلم لیگ پاکستان (ن) برای دومین بار به عنوان نخست‌وزیر پاکستان انتخاب شد و ۲۰۱ رای در مقابل ۹۲ رای عمر ایوب خان مورد حمایت حزب تحریک انصاف به‌دست‌آورد. در حالی که هیچ حزبی اکثریت مجلس را به‌دست نیاورد، شهباز با حمایت متحدان مسلم لیگ پاکستان (ن)، از جمله PPP, MQM-P، PML-Q، BAP, PML-Z، IPP، و NP نخست‌وزیر شد.